# Biathlon aux Jeux paralympiques de 2018
Navigation
Sotchi 2014 Pékin 2022
Les épreuves de Biathlon aux Jeux paralympiques d'hiver de 2018 se tiendront le 10 mars 2018, 13 mars 2018 et 16 mars 2018 au centre de biathlon d'Alpensia.
Trois types d'épreuves individuelles seront présents :
- Distances courtes : 7,5 km (Hommes) ou 6 km (Femmes)
- Distances moyennes : 12,5 km (Hommes) ou 10 km (Femmes)
- Distances longues : 15 km (Hommes) ou 12,5 km (Femmes)

Les catégories de handicaps sont : debout guidé (déficient visuel), assis, et debout.

## Médaillés
| Classe      | Épreuve | Or                                               | Argent                                           | Bronze                                               |
| Femmes      |         |                                                  |                                                  |                                                      |
| Malvoyantes | 6 km    | Mikhalina Lyssova (NPA) · Guide : Alexey Ivanov  | Oksana Shyshkova (UKR) Guide : Vitaliy Kazakov   | Sviatlana Sakhanenka (BLR) Guide : Raman Yashchanka  |
| Malvoyantes | 10 km   | Oksana Shyshkova (UKR) Guide : Vitaliy Kazakov   | Mikhalina Lyssova (NPA) · Guide : Alexey Ivanov  | Clara Klug (ALL) Guide : Martin Hartl                |
| Malvoyantes | 12,5 km | Mikhalina Lyssova (NPA) · Guide : Alexey Ivanov  | Oksana Shyshkova (UKR) Guide : Vitaliy Kazakov   | Clara Klug (ALL) Guide : Martin Hartl                |
|             |         |                                                  |                                                  |                                                      |
| Debout      | 6 km    | Iekaterina Roumiantseva (NPA)                    | Anna Milenina (NPA)                              | Liudmyla Liashenko (UKR)                             |
| Debout      | 10 km   | Iekaterina Roumiantseva (NPA)                    | Anna Milenina (NPA)                              | Liudmyla Liashenko (UKR)                             |
| Debout      | 12,5 km | Anna Milenina (NPA)                              | Iekaterina Roumiantseva (NPA)                    | Brittany Hudak (CAN)                                 |
|             |         |                                                  |                                                  |                                                      |
| Assises     | 6 km    | Kendall Gretsch (USA)                            | Oksana Masters (USA)                             | Lidziya Hrafeyeva (BLR)                              |
| Assises     | 10 km   | Andrea Eskau (ALL)                               | Marta Zaïnoullina (NPA)                          | Irina Gouliaïeva (NPA)                               |
| Assises     | 12,5 km | Andrea Eskau (ALL)                               | Oksana Masters (USA)                             | Lidziya Hrafeyeva (BLR)                              |
| Hommes      |         |                                                  |                                                  |                                                      |
| Malvoyants  | 7,5 km  | Vitaliy Lukyanenko (UKR) Guide : Ivan Marchyshak | Yury Holub (BLR) Guide : Dzmitry Budzilovich     | Anatolii Kovalevskyi (UKR) Guide : Oleksandr Mukshyn |
| Malvoyants  | 12,5 km | Yury Holub (BLR) Guide : Dzmitry Budzilovich     | Oleksandr Kazik (UKR) Guide : Sergiy Kucheryaviy | Iurii Utkin (UKR) Guide : Ruslan Perekhoda           |
| Malvoyants  | 15 km   | Vitaliy Lukyanenko (UKR) Guide : Ivan Marchyshak | Oleksandr Kazik (UKR) Guide : Sergiy Kucheryaviy | Anthony Chalençon (FRA) Guide : Simon Valverde       |
|             |         |                                                  |                                                  |                                                      |
| Debout      | 7,5 km  | Benjamin Daviet (FRA)                            | Mark Arendz (CAN)                                | Ihor Reptyukh (UKR)                                  |
| Debout      | 12,5 km | Benjamin Daviet (FRA)                            | Ihor Reptyukh (UKR)                              | Mark Arendz (CAN)                                    |
| Debout      | 15 km   | Mark Arendz (CAN)                                | Benjamin Daviet (FRA)                            | Nils Erik Ulset (NOR)                                |
|             |         |                                                  |                                                  |                                                      |
| Assis       | 7,5 km  | Daniel Cnossen (USA)                             | Dzmitry Loban (BLR)                              | Collin Cameron (CAN)                                 |
| Assis       | 12,5 km | Taras Rad (UKR)                                  | Daniel Cnossen (USA)                             | Andrew Soule (USA)                                   |
| Assis       | 15 km   | Martin Fleig (ALL)                               | Daniel Cnossen (USA)                             | Collin Cameron (CAN)                                 |

## Tableau des médailles
| Rang  | Nation                         | Or | Argent | Bronze | Total |
| ----- | ------------------------------ | -- | ------ | ------ | ----- |
| 1     | Athlètes paralympiques neutres | 5  | 5      | 1      | 11    |
| 2     | Ukraine                        | 4  | 5      | 5      | 14    |
| 3     | Allemagne                      | 3  | 0      | 2      | 5     |
| 4     | États-Unis                     | 2  | 4      | 1      | 7     |
| 5     | France                         | 2  | 1      | 1      | 4     |
| 6     | Biélorussie                    | 1  | 2      | 3      | 6     |
| 7     | Canada                         | 1  | 1      | 4      | 6     |
| 8     | Norvège                        | 0  | 0      | 1      | 1     |
| Total | Total                          | 18 | 18     | 18     | 54    |